# Pilea sublobata
Pilea sublobata är en nässelväxtart som beskrevs av Henry Hurd Rusby. Pilea sublobata ingår i släktet pileor, och familjen nässelväxter. Inga underarter finns listade i Catalogue of Life.